# Desafío Nacional
Desafío Nacional es un sector político del Partido Nacional de Uruguay, fundado por Juan Andrés Ramírez en 1995. 

## Historia
Ramírez, ministro del Interior de Luis Alberto Lacalle y en su momento hombre de confianza del mismo, había sido candidato presidencial del Herrerismo en las elecciones presidenciales de 1994. Pero, ni bien finalizaron las elecciones, se evidenciaron diferencias con el líder.
En 1995, efectiviza su retiro del Herrerismo, luego del surgimiento de graves acusaciones de corrupción contra algunos de sus dirigentes, entre ellos el propio Luis Alberto Lacalle. Así, acompañado por Álvaro Carbone y Álvaro Alonso (ambos integrantes de la Lista 903), fundó el sector Desafío Nacional. El nombre ya de por sí evidenciaba la intención de diferenciarse del modo de hacer política de otros sectores del partido.
Tras la lluvia de acusaciones que recibieron diversos ex-jerarcas herreristas (algunos de los cuales resultaron procesados), Ramírez, que conservaba una buena imagen, comenzó un camino ascendente en las encuestas de opinión. Varios analistas lo consideraron una interesante figura de recambio para un partido sacudido por escándalos.
A principios de 1999 y en la antesala de las elecciones internas de ese año, el precandidato Ramírez declaró en una entrevista que "difícilmente votaría por Lacalle en un balotaje frente a Tabaré Vázquez". Esto, sumado a una actividad político-partidaria que no tuvo la misma intensidad que la de Lacalle, le costó perder las elecciones internas frente a su adversario. Así, se llamó a silencio por el resto de la campaña electoral de 1999. 
De cara a las internas de 2004 su nombre volvió a sonar como precandidato presidencial, pero el sector finalmente decidió acompañar la precandidatura de Jorge Larrañaga, participando de Alianza Nacional. En las elecciones de octubre de 2004, Ramírez figuró como primer suplente al senado de Larrañaga. El sector presentó su propia lista a diputados por Montevideo, la lista 903, obteniendo una única banca, la que es ocupada por Álvaro Alonso.

## Actualidad
El futuro del sector es incierto. El 22 de noviembre de 2007 Ramírez lanzó un nuevo sector denominado "Idea Nacional" con el exdiputado Sebastián Da Silva como principal candidato a la diputación por Montevideo. Por su parte, Álvaro Alonso acompañó a Luis Alberto Lacalle.